# Arjun Maini
Arjun Maini (Bangalore, India; 10 de diciembre de 1997) es un piloto de automovilismo indio. Desde 2019 corre en carreras de gran turismos y resistencia.

## Carrera

### Inicios
Arjun Maini comenzó su carrera en el karting en 2007. En 2011 ganó el Campeonato JK Tire-FMSCI National Rotax Max Championship India Championship, categoría Júnior.

### Fórmulas inferiores
En 2013 debutó en carreras de monoplazas, compitiendo en los campeonatos JK Racing India Series, en el cual salió subcampeón, y en AsiaCup Series, donde finalizó en el cuarto lugar. En la misma temporada ganó el campeonato Super Six de dicha categoría.
En 2014 pasó al Campeonato BRDC de Fórmula 4 con el equipo Lanan Racing, donde logró el subcampeonato, ganando 4 victorias y 9 podios en total.

### Campeonato Europeo de Fórmula 3 de la FIA

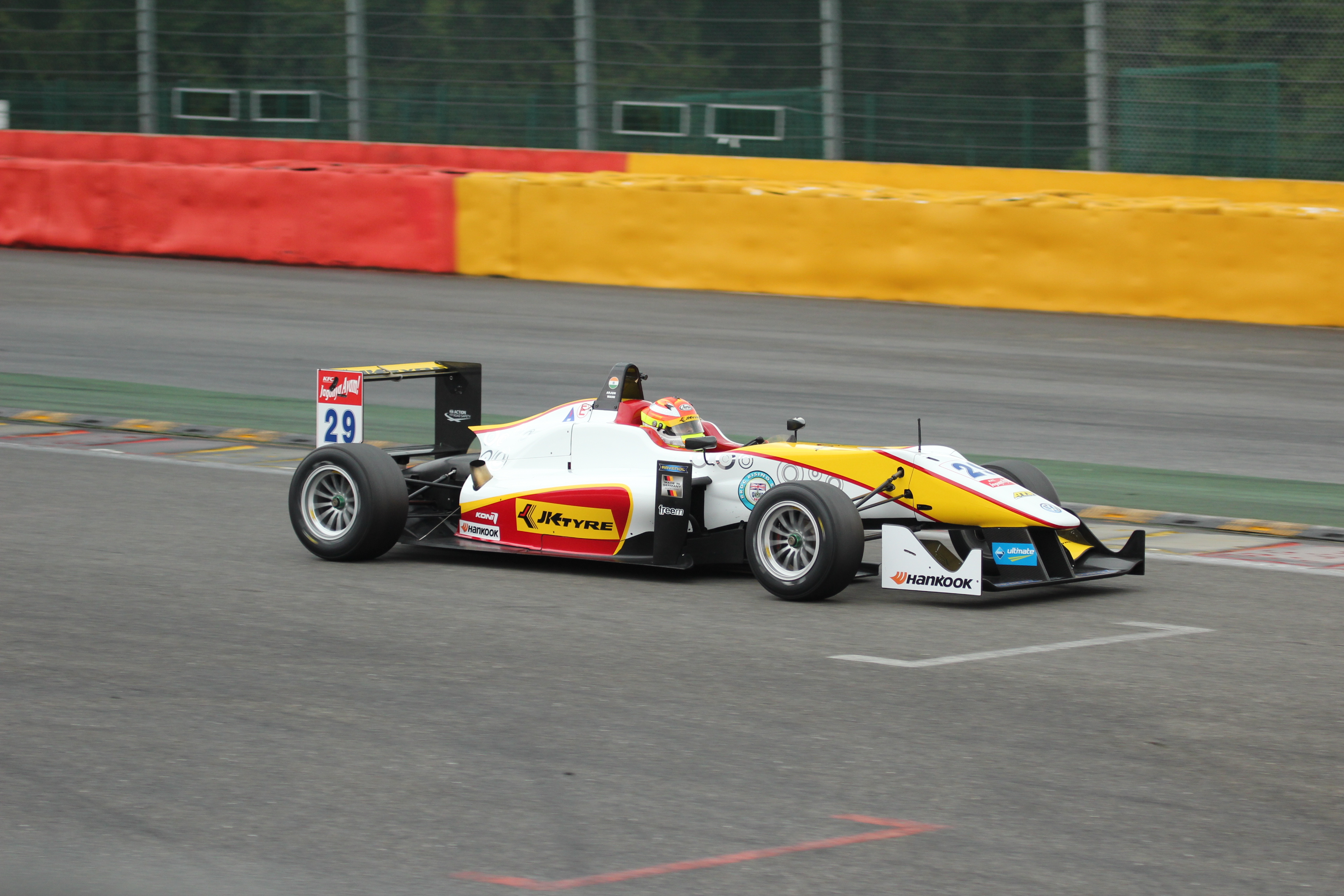
Maini en el Campeonato Europeo de Fórmula 3 de la FIA 2015.

Al año siguiente pasó al Campeonato Europeo de Fórmula 3 de la FIA con el equipo Van Amersfoort Racing. Obtuvo 27 puntos en su primer año, terminando en la decimoctava posición en el Campeonato de Pilotos. En la temporada 2016 participó en 12 carreras con el equipo ThreeBond with T-Sport sin obtener puntos.

### GP3 Series
En 2016, Maini debutó en GP3 Series con la escudería Jenzer Motorsport a partir de la ronda en Silverstone. En su primera temporada en la categoría, obtuvo un podio en la carrera 1 en Hungaroring y varios puntos finales, finalizando en el décimo lugar en el campeonato.
En la temporada siguiente, continuó en la escudería suiza. Obtuvo su primera victoria en la categoría en la carrera 2 de la ronda de Barcelona, y durante la temporada obtuvo otro podio, esta vez en el circuito Yas Marina, lo que le permitió terminar en novena posición en el campeonato.

### Campeonato de Fórmula 2 de la FIA

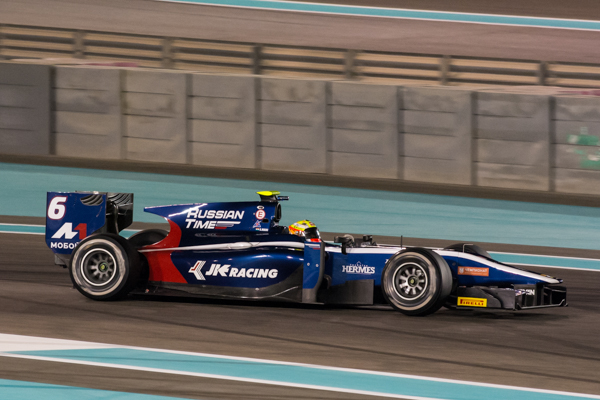
Maini durante los entrenamientos postemporada de Fórmula 2 en Yas Marina.

En 2017, Maini participó en los entrenamientos postemporada del Campeonato de Fórmula 2 de la FIA en Yas Marina con la escudería Russian Time. Logró el mejor tiempo en la segunda sesión del día 2, y en la primera sesión del último día.

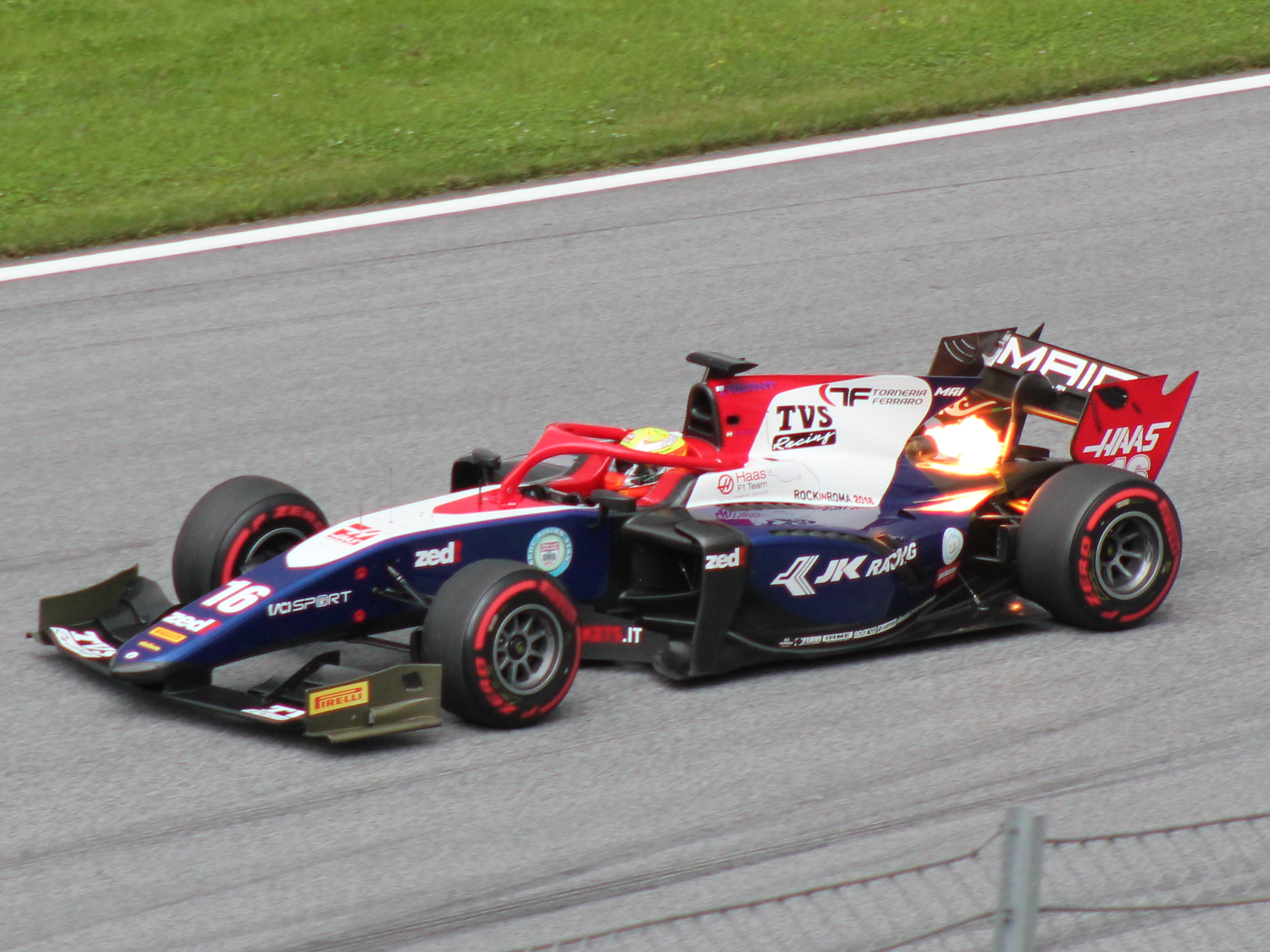
Arjun durante la ronda de Spielberg de Fórmula 2 2018.

En 2018 firmó contrato con Trident junto a Santino Ferrucci e hizo su debut en la categoría. Sus mejores resultados fueron tres quintos puestos en la carrera corta de Bakú, y en las dos carreras de la ronda de Montecarlo. Finalmente terminó en la decimosexta posición en el campeonato con 24 unidades.
En 2019 reemplazó a Dorian Boccolacci en Campos Racing a partir de la ronda de Spielberg. En la carrera larga de dicha ronda, fue descalificado debido a que sus neumáticos traseros no estaban colocados en los lados correctos. Participó también en Silverstone y Budapest. Fue reemplazado por Marino Sato a partir de la ronda siguiente. Finalizó en la vigésimo cuarta posición en el campeonato sin puntos.

### Fórmula 1
Arjun Maini fue piloto de desarrollo de Haas F1 Team en los años 2017 y 2018.

### Resistencia y DTM
En 2019, Maini debutó en las carreras de resistencia al participar en la temporada completa del European Le Mans Series, con RLR MSport. También compitió en las 24 Horas de Le Mans y en Asian Le Mans Series. Por otro lado, fue contratado por GetSpeed Performance para ser su piloto en la temporada 2021 de Deutsche Tourenwagen Masters donde consiguió su primer podio en la categoría, logrando un segundo puesto en Norisring.
En la temporada 2024 de Deutsche Tourenwagen Masters logró su mejor clasificación en el campeonato de pilotos, donde finalizó séptimo. En este consiguió una pole position en el Red Bull Ring, siendo primer indio que consigue la pole en la historia del campeonato. Además de tres podios, finalizando tercero en cada uno de ellos. Uno fue en el Circuito de Zandvoort, y los otros dos en el Red Bull Ring.

## Vida personal
Su hermano menor, Kush, también es piloto de automovilismo. Su tío Chetan Maini es empresario, conocido por construir los automóviles eléctricos REVA, y por ser el fundador de Reva Electric Car Company (conocida posteriormente como Mahindra Electric).
Fuera del automovilismo, Maini practica ciclismo, fitness, edición de videos, entre otras actividades.

## Resumen de carrera
| Temporada | Categoría                                            | Equipo                            | Carreras | Victorias | Poles | VR | Podios | Puntos | Pos. |
| --------- | ---------------------------------------------------- | --------------------------------- | -------- | --------- | ----- | -- | ------ | ------ | ---- |
| 2013      | AsiaCup Series - Super Six                           | Meritus                           | 6        | 1         | 0     | 0  | 5      | 73     | 1.º  |
| 2013      | JK Racing India Series                               | EuroInternational                 | 12       | 2         | 4     | 3  | 10     | 198    | 2.º  |
| 2013      | AsiaCup Series                                       | MERITUS.GP                        | 12       | 0         | ?     | 1  | 4      | 108    | 4.º  |
| 2014      | Campeonato BRDC de Fórmula 4                         | Lanan Racing                      | 24       | 4         | 0     | 6  | 9      | 480    | 2.º  |
| 2015      | Gran Premio de Macao                                 | T-Sport                           | 1        | 0         | 0     | 0  | 0      | N/A    | 10.º |
| 2015      | Masters de Fórmula 3                                 | Van Amersfoort Racing             | 2        | 0         | 0     | 0  | 0      | N/A    | 6.º  |
| 2015      | Campeonato Europeo de Fórmula 3 de la FIA            | Van Amersfoort Racing             | 33       | 0         | 0     | 0  | 0      | 27     | 18.º |
| 2015      | Toyota Racing Series                                 | M2 Competition                    | 16       | 2         | 3     | 2  | 5      | 732    | 4.º  |
| 2016      | Gran Premio de Macao                                 | Motopark                          | 2        | 0         | 0     | 0  | 0      | N/A    | 21.º |
| 2016      | GP3 Series                                           | Jenzer Motorsport                 | 14       | 0         | 0     | 0  | 1      | 50     | 10.º |
| 2016      | Campeonato Europeo de Fórmula 3 de la FIA            | ThreeBond with T-Sport            | 12       | 0         | 0     | 0  | 0      | 3      | 21.º |
| 2017      | GP3 Series                                           | Jenzer Motorsport                 | 15       | 1         | 0     | 1  | 2      | 69     | 9.º  |
| 2018      | Campeonato de Fórmula 2 de la FIA                    | Trident                           | 24       | 0         | 0     | 0  | 0      | 24     | 16.º |
| 2019      | European Le Mans Series - LMP2                       | RLR MSport                        | 6        | 0         | 0     | 0  | 0      | 5.5    | 21.º |
| 2019      | Campeonato de Fórmula 2 de la FIA                    | Campos Racing                     | 6        | 0         | 0     | 0  | 0      | 0      | 24.º |
| 2019      | 24 Horas de Le Mans - LMP2                           | RLR MSport/Tower Events           | 1        | 0         | 0     | 0  | 0      | N/A    | NC   |
| 2019      | Gran Premio de Macao                                 | Jenzer Motorsport                 | 2        | 0         | 0     | 0  | 0      | N/A    | 23.º |
| 2019-20   | Asian Le Mans Series - LMP2 Am                       | RLR MSport                        | 2        | 1         | 1     | 0  | 1      | 26     | 5.º  |
| 2020      | European Le Mans Series - LMP2                       | Algarve Pro Racing                | 2        | 0         | 0     | 0  | 0      | 8      | 22.º |
| 2021      | Asian Le Mans Series - LMP2                          | Racing Team India                 | 4        | 0         | 0     | 0  | 0      | 42     | 6.º  |
| 2021      | Deutsche Tourenwagen Masters                         | Mercedes-AMG Team GetSpeed        | 16       | 0         | 0     | 0  | 1      | 48     | 12.º |
| 2022      | Deutsche Tourenwagen Masters                         | Mercedes-AMG Team HRT             | 15       | 0         | 0     | 0  | 0      | 24     | 19.º |
| 2022      | Asian Le Mans Series - GT                            | Bilstein Haupt Racing Team        | 4        | 0         | 0     | 0  | 0      | 16     | 9.º  |
| 2022      | GT World Challenge Europe Endurance Cup - Gold       | Haupt Racing Team                 | 5        | 0         | 0     | 0  | 2      | 56     | 5.º  |
| 2023      | Asian Le Mans Series - GT                            | Haupt Racing Team                 | 4        | 0         | 0     | 0  | 0      | 6      | 15.º |
| 2023      | GT World Challenge Europe Endurance Cup - Bronze Cup | Haupt Racing Team                 | 5        | 1         | 0     | 0  | 3      | 89     | 2.º  |
| 2023      | ADAC GT Masters                                      | Haupt Racing Team                 | 4        | 0         | 1     | 0  | 1      | 41     | 13.º |
| 2023      | Deutsche Tourenwagen Masters                         | Mercedes-AMG Team HRT             | 16       | 0         | 0     | 0  | 0      | 30     | 20.º |
| 2023      | 24 Horas de Nürburgring - SP9                        | Mercedes-AMG Team Bilstein by HRT | 1        | 0         | 0     | 0  | 0      | N/A    | 8.º  |
| 2024      | Deutsche Tourenwagen Masters                         | Mercedes-AMG Team HRT             | 16       | 0         | 1     | 0  | 3      | 139    | 7.º  |
| Fuente:   |                                                      |                                   |          |           |       |    |        |        |      |

## Resultados

### Campeonato Europeo de Fórmula 3 de la FIA
(Clave) (negrita indica pole position) (cursiva indica vuelta rápida)

| Año      | Escudería              | Motor      | 1         | 2        | 3        | 4        | 5         | 6        | 7        | 8        | 9       | 10        | 11        | 12       | 13       | 14       | 15       | 16        | 17       | 18       | 19       | 20       | 21       | 22       | 23       | 24       | 25       | 26       | 27       | 28      | 29       | 30       | 31       | 32       | 33       | Pos. | Puntos |
| -------- | ---------------------- | ---------- | --------- | -------- | -------- | -------- | --------- | -------- | -------- | -------- | ------- | --------- | --------- | -------- | -------- | -------- | -------- | --------- | -------- | -------- | -------- | -------- | -------- | -------- | -------- | -------- | -------- | -------- | -------- | ------- | -------- | -------- | -------- | -------- | -------- | ---- | ------ |
| 2015     | Van Amersfoort Racing  | Volkswagen | SIL 1 Ret | SIL 2 14 | SIL 3 16 | HOC 1 15 | HOC 2 Ret | HOC 3 13 | PAU 1 12 | PAU 2 4  | PAU 3 5 | MNZ 1 10  | MNZ 2 20  | MNZ 3 20 | SPA 1 17 | SPA 2 23 | SPA 3 16 | NOR 1 Ret | NOR 2 14 | NOR 3 17 | ZAN 1 13 | ZAN 2 15 | ZAN 3 17 | RBR 1 21 | RBR 2 15 | RBR 3 22 | ALG 1 28 | ALG 2 24 | ALG 3 16 | NÜR 1 8 | NÜR 2 12 | NÜR 3 16 | HOC 1 29 | HOC 2 14 | HOC 3 17 | 18.º | 27     |
| 2016     | Threebond with T-Sport | Threebond  | LEC 1 Ret | LEC 2 13 | LEC 3 16 |          |           |          |          |          |         |           |           |          |          |          |          |           |          |          |          |          |          |          |          |          |          |          |          |         |          |          |          |          |          | 21.º | 3      |
| 2016     | Threebond with T-Sport | NBE        |           |          |          | HUN 1 14 | HUN 2 15  | HUN 3 15 | PAU 1 18 | PAU 2 10 | PAU 3 9 | RBR 1 Ret | RBR 2 Ret | RBR 3 18 | NOR 1    | NOR 2    | NOR 3    | ZAN 1     | ZAN 2    | ZAN 3    | SPA 1    | SPA 2    | SPA 3    | NÜR 1    | NÜR 2    | NÜR 3    | IMO 1    | IMO 2    | IMO 3    | HOC 1   | HOC 2    | HOC 3    |          |          |          | 21.º | 3      |
| Fuentes: |                        |            |           |          |          |          |           |          |          |          |         |           |           |          |          |          |          |           |          |          |          |          |          |          |          |          |          |          |          |         |          |          |          |          |          |      |        |

### GP3 Series
(Clave) (negrita indica pole position) (cursiva indica vuelta rápida puntuable)

| Año  | Escudería         | 1   | 1   | 2   | 2   | 3   | 3   | 4   | 4   | 5   | 5   | 6   | 6   | 7   | 7   | 8   | 8   | 9   | 9   | Pos. | Puntos | Ref.   |
| ---- | ----------------- | --- | --- | --- | --- | --- | --- | --- | --- | --- | --- | --- | --- | --- | --- | --- | --- | --- | --- | ---- | ------ | ------ |
| 2016 | Jenzer Motorsport | BAR | BAR | SPI | SPI | SIL | SIL | BUD | BUD | HOC | HOC | SPA | SPA | MNZ | MNZ | KUA | KUA | YMC | YMC | 10.º | 50     | [ 8 ]  |
| 2016 | Jenzer Motorsport |     |     |     |     | 8   | 19  | 8   | 2   | 7   | 5   | Ret | 16  | 14  | 6   | 4   | 7   | 14  | 14  | 10.º | 50     | [ 8 ]  |
| 2017 | Jenzer Motorsport | BAR | BAR | SPI | SPI | SIL | SIL | BUD | BUD | SPA | SPA | MNZ | MNZ | JER | JER | YMC | YMC |     |     | 9.º  | 72     | [ 12 ] |
| 2017 | Jenzer Motorsport | 7   | 1   | 10  | 16  | 6   | 5   | Ret | 8   | 4   | 6   | 16† | C   | 17  | 12  | 3   | 6   |     |     | 9.º  | 72     | [ 12 ] |

### Campeonato de Fórmula 2 de la FIA
(Clave) (negrita indica pole position) (cursiva indica vuelta rápida puntuable)

| Año  | Escudería     | 1   | 1   | 2   | 2   | 3   | 3   | 4   | 4   | 5   | 5   | 6   | 6   | 7   | 7   | 8   | 8   | 9   | 9   | 10  | 10  | 11  | 11  | 12  | 12  | Pos. | Puntos | Ref.   |
| ---- | ------------- | --- | --- | --- | --- | --- | --- | --- | --- | --- | --- | --- | --- | --- | --- | --- | --- | --- | --- | --- | --- | --- | --- | --- | --- | ---- | ------ | ------ |
| 2018 | Trident       | SAK | SAK | BAK | BAK | BAR | BAR | MON | MON | LEC | LEC | SPI | SPI | SIL | SIL | BUD | BUD | SPA | SPA | MNZ | MNZ | SOC | SOC | YMC | YMC | 16.º | 24     | [ 17 ] |
| 2018 | Trident       | 15  | 14  | Ret | 5   | Ret | 13  | 5   | 5   | 10  | 13  | 14  | 10  | 14  | 13  | 12  | 14  | 14  | 8   | Ret | 9   | 15  | 15  | Ret | DNS | 16.º | 24     | [ 17 ] |
| 2019 | Campos Racing | SAK | SAK | BAK | BAK | BAR | BAR | MON | MON | LEC | LEC | SPI | SPI | SIL | SIL | BUD | BUD | SPA | SPA | MNZ | MNZ | SOC | SOC | YMC | YMC | 24.º | 0      | [ 21 ] |
| 2019 | Campos Racing |     |     |     |     |     |     |     |     |     |     | DSQ | 15  | 13  | 13  | Ret | 16  |     |     |     |     |     |     |     |     | 24.º | 0      | [ 21 ] |

### European Le Mans Series
(Clave) (negrita indica pole position) (cursiva indica vuelta rápida)

| Año     | Escudería  | Clase | Chasis   | Motor                 | 1     | 2       | 3      | 4       | 5      | 6      | Pos. | Puntos |
| ------- | ---------- | ----- | -------- | --------------------- | ----- | ------- | ------ | ------- | ------ | ------ | ---- | ------ |
| 2019    | RLR MSport | LMP2  | Oreca 07 | Gibson GK428 4.2 L V8 | LEC 8 | MNZ Ret | CAT 13 | SIL Ret | SPA 14 | ALG 15 | 21.º | 5.5    |
| Fuente: |            |       |          |                       |       |         |        |         |        |        |      |        |

### 24 Horas de Le Mans
| Año  | Equipo                  | Copilotos               | Automóvil       | Clase | Vueltas | Pos. | Pos. Clase |
| ---- | ----------------------- | ----------------------- | --------------- | ----- | ------- | ---- | ---------- |
| 2019 | RLR MSport/Tower Events | John Farano Norman Nato | Oreca 07-Gibson | LMP2  | 295     | NC   | NC         |

### Deutsche Tourenwagen Masters
(Clave) (negrita indica pole position) (cursiva indica vuelta rápida)

| Año     | Equipo                     | Automóvil            | 1         | 2         | 3         | 4        | 5         | 6         | 7         | 8         | 9         | 10        | 11        | 12        | 13        | 14       | 15        | 16        | Pos. | Puntos |
| ------- | -------------------------- | -------------------- | --------- | --------- | --------- | -------- | --------- | --------- | --------- | --------- | --------- | --------- | --------- | --------- | --------- | -------- | --------- | --------- | ---- | ------ |
| 2021    | Mercedes-AMG Team GetSpeed | Mercedes-AMG GT3 Evo | MNZ 1 13  | MNZ 2 Ret | LAU 1 Ret | LAU 2 12 | ZOL 1 Ret | ZOL 2 DNS | NÜR 1 10  | NÜR 2 13  | RBR 1 6   | RBR 2 7   | ASS 1 Ret | ASS 2 13  | HOC 1 Ret | HOC 2 8  | NOR 1 2   | NOR 2 6   | 12.º | 48     |
| 2022    | Mercedes-AMG Team HRT      | Mercedes-AMG GT3 Evo | ALG 1 17  | ALG 2 13  | LAU 1 4   | LAU 2 13 | IMO 1 16  | IMO 2 18  | NOR 1 Ret | NOR 2 14  | NÜR 1 15  | NÜR 2 15  | SPA 1 14  | SPA 2 11  | RBR 1 13  | RBR 2 4  | HOC 1 Ret | HOC 2 DNS | 19.º | 24     |
| 2023    | Mercedes-AMG Team HRT      | Mercedes-AMG GT3 Evo | OSC 1 Ret | OSC 2 15  | ZAN 1 17  | ZAN 2 17 | NOR 1 13  | NOR 2 15  | NÜR 1 16  | NÜR 2 DSQ | LAU 1 Ret | LAU 2 14  | SAC 1 13  | SAC 2 7   | RBR 1 14  | RBR 2 10 | HOC 1 Ret | HOC 2 13  | 20.º | 30     |
| 2024    | Mercedes-AMG Team HRT      | Mercedes-AMG GT3 Evo | OSC 1 8   | OSC 2 4   | LAU 1 7   | LAU 2 12 | ZAN 1 3   | ZAN 2 6   | NOR 1 15  | NOR 2 4   | NÜR 1 10  | NÜR 2 Ret | SAC 1 5   | SAC 2 Ret | RBR 1 3   | RBR 2 3  | HOC 1 8   | HOC 2 13  | 7.º  | 139    |
| Fuente: |                            |                      |           |           |           |          |           |           |           |           |           |           |           |           |           |          |           |           |      |        |

- * Temporada en progreso.